# Ethnos (tidskrift)
Ethnos (Journal of Anthropology), är en engelskspråkig antropologisk tidskrift som startades 1936 av Etnografiska museet i Stockholm. Den tillkom tack vare ett samarbete med Gunnar Ekstrand på Bokförlags Aktiebolaget Thule i Stockholm. Den var den första tidskriften i sitt slag i Norden och rönte stort intresse bland kulturforskare såväl i Sverige som i utlandet.

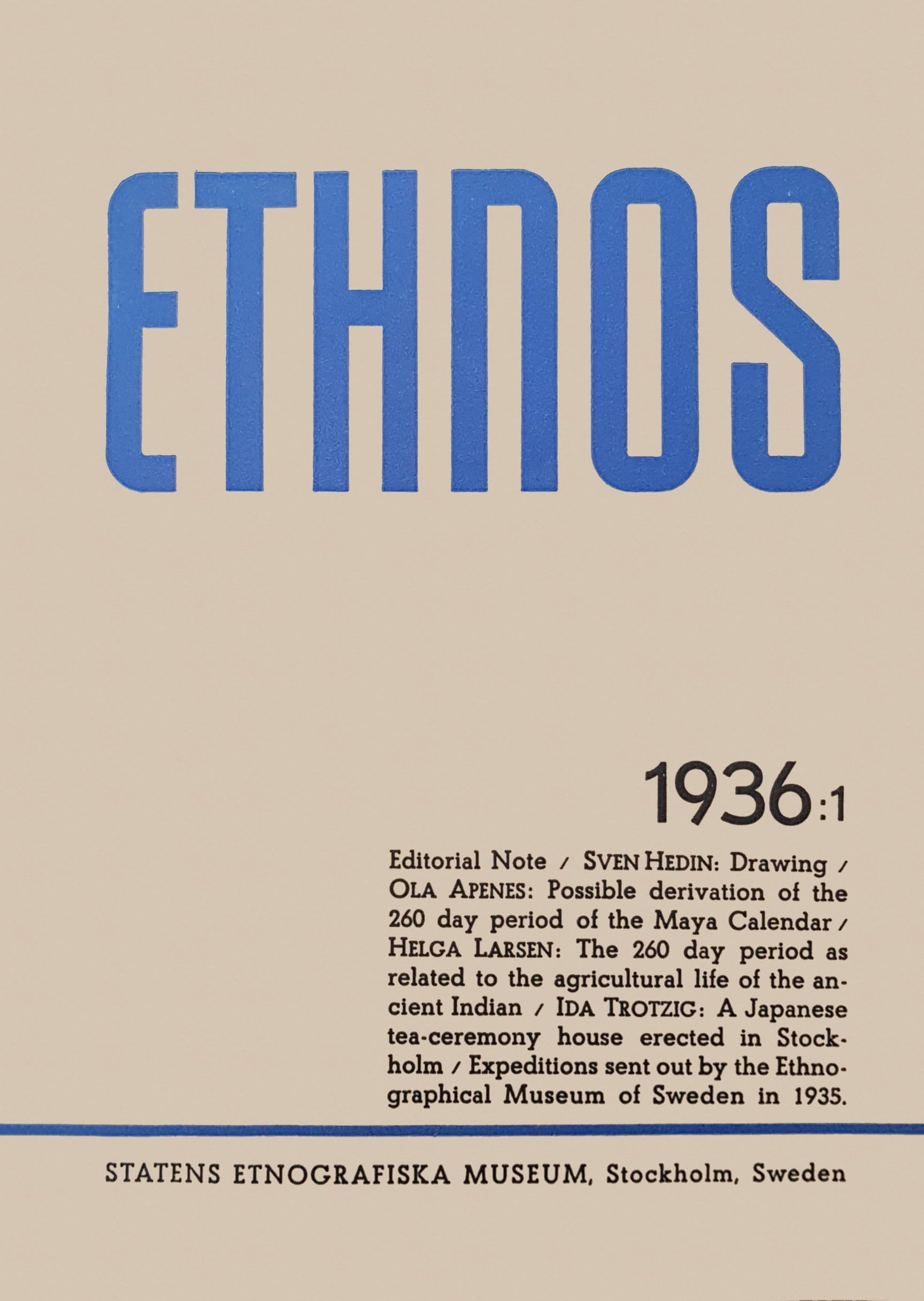
Omslaget till första numret av Ethnos, 1936:1.

Tidskriften publiceras idag i Oxford och säljs av Routledge (Taylor & Francis Group). Redaktionen samlar en rad av världens ledande antropologer. Tidskriften bidrar aktivt till teoribildningen och metodutvecklingen inom den internationella antropologin och är även ett forum för publicering av nyetnografisk kunskap.
De tre första åren, 1936-1938, kom Ethnos ut med 6 nummer per år och 1939-2013 med 4 nummer per år, förutom 2000-2002 då endast 3 nummer kom ut. Från 2014 har Ethnos kommit ut med 5 nummer per år. Samtliga årgångar (volymer) finns publicerade på Taylor & Francis Online.

## Tillkomst

Interiör från Etnografiska museet på Wallingatan 1 med Gerhard Lindblom vid skrivbordet, 1927. Ur Etnografiska museets bildarkiv.

Interiör från Etnografiska museet på Wallingatan 1 med Sigvald Linné vid skrivbordet, 1927. Ur Etnografiska museets bildarkiv.

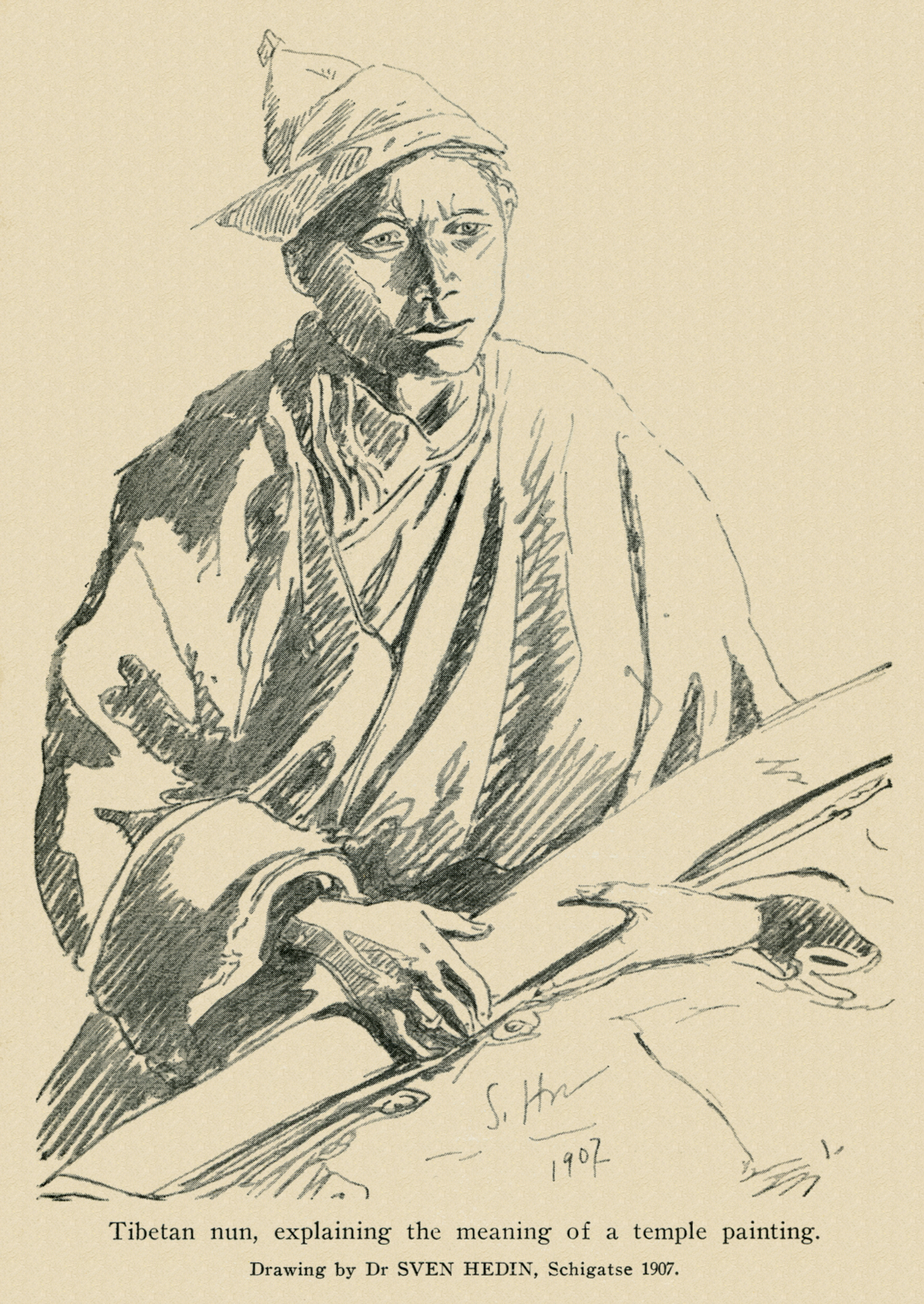
Teckning av Sven Hedin gjord 1907, ur första numret av Ethnos.

Namnet "Ethnos" kom från en föregångare i Mexiko, en tidskrift med samma namn som antropologen Manuel Gamio (1883-1960) startade och som gavs ut under några år fram till 1925. Då utsikterna för att denna tidskrift skulle återupplivas verkade vara mycket små var utgivarna övertygade om att Gamio inte skulle ta illa upp att de övertagit namnet, utan i stället se det som en personlig ära och till ett minne av den ursprungliga Ethnos.
Det första numret publicerades i januari 1936 med Gerhard Lindblom (1887-1969) och Sigvald Linné (1899-1986) som redaktörer. Sven Hedin (1865-1952) skrev förordet och bidrog med en teckning gjord 1907 i Shigatse i Tibet. Ola Apenes (1898-1943), Helga Larsen (1891-1938) och Ida Trotzig (1864-1943) bidrog med var sin artikel. Utgivare var Etnografiska museet i samarbete med Bokförlags Aktiebolaget Thule.
Några år tidigare, 1930, hade Etnografiska museet flyttat från sina ursprungliga lokaler på Wallingatan till tidigare militära byggnader på Ladugårdsgärdet, men idén att starta Ethnos kan ha funnits redan på Wallingatan.
Tidskriften var tänkt att bli ett forum för de svenska antropologer som arbetade på fältet utanför Europa. Samtidigt välkomnade utgivarna samarbete med utländska forskare och Ethnos kom att innehålla artiklar på både engelska, franska, tyska och svenska, för att på senare år bli uteslutande engelskspråkig.
De sex första åren, 1936-1941, kostade en årsprenumeration 6 kr. Som en följd av ökade tryckkostnader höjdes priset 1942 till 9 kr. Medlemmar i Svenska Orientsällskapet kunde dock fortsätta prenumerera till det gamla priset.

## Donationer
Från början fanns ett löfte från direktör Gunnar Ekstrand på Bokförlags Aktiebolaget Thule att årligen täcka eventuella uppstående underskott. 1937 mottogs ett understöd på 900 kr från Stiftelsen Lars Hiertas Minne för utgivande av tidskriften under 1938. Ett antal personer skänkte samma år sammanlagt 3,060 kr för utvidgande av tidskriften.
1940 mottogs 1,000 kr från direktören och grosshandlaren Clas Groschinsky (1885-1966) för att täcka underskottet för 1939, eftersom Bokförlags Aktiebolaget Thule hade upphört i början av året. Samma år beviljades ett anslag på 2,000 kronor årligen under 5 års tid från Knut och Alice Wallenbergs Stiftelse för utgivande av tidskriften. Tack vare detta understöd kunde Ethnos även komma ut under krigsåren, då de flesta prenumeranterna i utlandet inte hade någon möjlighet att översända sina prenumerationsavgifter. Anslaget på 2,000 kr årligen förlängdes sedan med 2-3 år i taget och det sista året som tidskriften erhöll detta anslag var 1950.
1950 överlämnade en anonym donator drygt 1,000 kr för täckande av klichékostnader i samband med en specialutgåva (festskrift) tillägnad Sven Hedin. 1951 mottogs en donation på 600 USD från affärsmannen Axel Wenner-Gren (1881-1961), för att täcka innevarande års beräknade förlust. 1953 mottogs för utgivande av Ethnos ett understöd av 2,000 kr (engångsanslag) från Längmanska kulturfonden och 1,000 kr från Helge Ax:son Johnsons Stiftelse.

## Redaktion & samarbete
Gerhard Lindblom och Sigvald Linné var tidskriftens redaktörer fram till 1954. Gösta Montell anslöt 1955 och de var då tre på posten fram till 1957. Under åren 1958-1972 är det oklart vem/vilka som var redaktörer. Karl Erik Larsson tog över 1973, kanske redan 1971, då han blev chef för Etnografiska museet. 1973 inleddes också ett samarbete med Socialantropologiska institutionen vid Stockholms universitet.
Ulla Wagner tog över som redaktör 1982 i samband med att hon blev chef för Etnografiska museet. Hon hade posten fram till 1986 då Don Kulick och Wilhelm Östberg tog över. Under Ulla Wagners och hennes medredaktörers ledning omformades Ethnos till en ledande tidskrift för antropologi och blev tack vare utbyte med utvecklingsländer också en av de mest spridda antropologiska tidskrifterna.
Don Kulick och Wilhelm Östberg utvecklade tidskriften vidare och under deras ledning inleddes 1998 ett samarbete med Routledge (Taylor & Francis Group). Tidskriften publicerades därefter i London, medan redaktionen var kvar i Stockholm. Det försäkrade en världsomfattande marknadsföring och distribution, som ökade tidskriftens synlighet och tillgänglighet.
Nils Bubandt och Mark Graham tog 2005 över som redaktörer och efter att ha varit i Etnografiska museets ägo i 73 år såldes Ethnos slutligen i början av 2009 till Routledge (Taylor & Francis Group).

## Skribenter i urval
Äldre (antal publicerade artiklar)

- Gerhard Lindblom - 15 st
- Sigvald Linné - 38 st
- Ola Apenes - 4 st
- Helga Larsen - 4 st
- Bodil Christensen - 1 st
- Ida Trotzig - 2 st
- Tyra Kleen - 3 st
- Gösta Montell - 21 st
- Folke Bergman - 1 st
- Sten Bergman - 1 st
- Jan Söderström - 5 st
- Carl Hernmarck - 1 st
- Gustaf Bolinder - 2 st
- Eric von Rosen - 3 st
- Sture Lagercrantz - 14 st
- Ernst Manker - 2 st
- Kaj Birket-Smith - 1 st
- Gösta Berg - 2 st
- Rolf Blomberg - 2 st
- Erland Nordenskiöld - 1 st
- Stig Rydén - 8 st
- Karl Gustav Izikowitz - 4 st
- Bo Gyllensvärd - 2 st
- Margit Althin - 2 st
- Ferdinand D. Lessing - 1 st
- Bengt Danielsson - 3 st
- John-Erik Elmberg - 2 st
- Gunnar Nykvist - 1 st
- Bertil Söderberg - 8 st
- Ivar Paulson - 10 st
- Tor Engeström - 4 st
- Toni Schmid - 8 st

Nyare (antal publicerade artiklar)

- Karl Erik Larsson - 1 st
- Ulf Hannerz - 19 st
- Karl Eric Knutsson - 2 st
- Philip L. Dade - 5 st
- Henry Wassén - 5 st
- Erik Martinsson - 1 st
- Tomas Gerholm - 3 st
- Anna-Britta Hellbom - 4 st
- Wilhelm Östberg - 2 st
- Ulla Wagner - 5 st
- Gudrun Dahl - 5 st
- Staffan Brunius - 1 st
- Ronald Stade - 2 st
- Håkan Wahlquist - 2 st
- Ulf Björklund - 2 st
- Don Kulick - 3 st
- Nils Bubandt - 1 st
- Mark Graham - 2 st
- Thomas H. Eriksen - 6 st
- Fred Myers - 4 st
- Moshe Shokeid - 4 st
- Kenneth M. George - 2 st
- Kirsten Hastrup - 3 st
- A. F. Robertson - 2 st
- Joel L. Robbins - 2 st
- Lotte Meinert - 3 st
- Noa Vaisman - 1 st

## Minnesrunor i urval
- Helga Larsen (1891-1938) - Etnografiska museet / Volume 3, 1938, Issue 4-5
- Carl Vilhelm Hartman (1862-1941) - Gerhard Lindblom / Volume 6, 1941, Issue 3-4
- Walter A. Kaudern (1881-1942) - Henry Wassén / Volume 7, 1942, Issue 4
- Ida Trotzig (1864-1943) - Gerhard Lindblom / Volume 9, 1944, Issue 1
- Ola Apenes (1898-1943) - Sigvald Linné / Volume 9, 1944, Issue 1
- Axel Hjelm (1868-1944) - Sigvald Linné / Volume 9, 1944, Issue 1
- Sven Lovén (1875-1948) - Stig Rydén / Volume 13, 1948, Issue 3-4
- Eric von Rosen (1879-1948) - Gerhard Lindblom / Volume 14, 1949, Issue 2-4
- Gustaf Bolinder (1888-1957) - Stig Rydén / Volume 22, 1957, Issue 3-4
- Frans Blom (1893-1963) - Jens Yde / Volume 28, 1963, Issue 2-4
- Stig Rydén (1908-1965) - Sigvald Linné / Volume 30, 1965, Issue 1
- Gunnar Nykvist (1900-1969) - Sigvald Linné / Volume 36, 1971, Issue 1-4.
- Jan Söderström (1913-1971) - Sture Lagercrantz / Volume 36, 1971, Issue 1-4.
- Ernst Manker (1894-1972) - Gösta Berg / Volume 37, 1972, Issue 1-4
- Kaj Birket-Smith (1893-1977) - Karl Gustav Izikowitz / Volume 42, 1977, Issue 3-4
- Gösta Montell (1900-1975) - Bo Gyllensvärd / Volume 42, 1977, Issue 3-4
- Sigvald Linné (1899-1986) - Ulla Wagner & Staffan Brunius / Volume 53, 1988, Issue 1-2
- Tomas Gerholm (1942-1995) - Gudrun Dahl, Ult Hannerz & Ulla Wagner / Volume 60, 1995, Issue 1-2

## Jubileum
- Volume 2 (1937) Tillägnad Gerhard Lindblom som det året fyllde 50 år.
- Volume 6 (1941) Utställning på Etnografiska museet till minne av Hjalmar Stolpe (1841-1905) som det året skulle ha fyllt 100 år.
- Volume 15 (1950) Tillägnad Sven Hedin som det året fyllde 85 år.[12]
- Volume 16 (1951) Tillägnad Axel Wenner-Gren som det året fyllde 70 år.[20]
- Volume 17 (1952) Tillägnad kung Gustaf VI Adolf som det året fyllde 70 år.[21]
- Volume 30 (1965) Tillägnad Sven Hedin, som det året skulle ha fyllt 100 år.
- Volume 34 (1969) 200-årsjubileet av James Cooks första expedition till Stilla Havet med fartyget Endeavour, 1768-1771.
- Volume 76 (2011) Tidskriftens 75-årsjubileum.

## Tidslinje
Tabellen visar en ännu ej komplett redaktionell tidslinje.
| Årgång    | Redaktörer                                                                  | Redaktionsmedlemmar | Ansvarig utgivare             |
| --------- | --------------------------------------------------------------------------- | --- | ----------------------------- |
| 1936-1940 | Gerhard Lindblom & Sigvald Linné                                            | i.u | Gunnar Ludvig Edvard Ekstrand |
| 1940-1954 | Gerhard Lindblom & Sigvald Linné                                            | i.u | Gerhard Lindblom              |
| 1955-1957 | Gerhard Lindblom, Sigvald Linné & Gösta Montell                             | i.u. | Gerhard Lindblom*             |
| 1958-1972 | i.u.                                                                        | i.u. | i.u.                          |
| 1973-1977 | Karl Erik Larsson (chef på Etnografiska museet)                             | Ulf Hannerz (Stockholms Universitet), Karl Eric Knutsson (Stockholms Universitet), Karl Erik Larsson & Bertil Söderberg (intendent på Etnografiska museet) | i.u.                          |
| 1978      | Karl Erik Larsson (chef på Etnografiska museet)                             | Ulf Hannerz, Karl Eric Knutsson & Karl Erik Larsson | i.u.                          |
| 1979-1980 | Karl Erik Larsson (chef på Etnografiska museet)                             | Tomas Gerholm (Stockholms Universitet), Ulf Hannerz, Anna-Britta Hellbom (intendent på Etnografiska museet), Karl Eric Knutsson, Karl Erik Larsson & Wilhelm Östberg (intendent på Etnografiska museet) | i.u.                          |
| 1981      | Karl Erik Larsson (chef på Etnografiska museet)                             | Tomas Gerholm, Ulf Hannerz, Anna-Britta Hellbom, Karl Erik Larsson, Ulla Wagner (Stockholms Universitet) & Wilhelm Östberg | i.u.                          |
| 1982      | Nr 1-2: Karl Erik Larsson Nr 3-4: Ulla Wagner (chef på Etnografiska museet) | Nr 1-2: Tomas Gerholm, Ulf Hannerz, Anna-Britta Hellbom, Karl Erik Larsson, Ulla Wagner & Wilhelm Östberg Nr 3-4: Gudrun Dahl (Stockholms Universitet), Tomas Gerholm, Ulf Hannerz, Anna-Britta Hellbom, Ulla Wagner & Wilhelm Östberg                                                                      | i.u.                          |
| 1983      | Ulla Wagner & Ulf Hannerz                                                   | Gudrun Dahl, Tomas Gerholm, Anna-Britta Hellbom & Wilhelm Östberg | i.u.                          |
| 1984-1985 | Ulla Wagner & Ulf Hannerz                                                   | Gudrun Dahl, Elisabet Lind (intendent på Etnografiska museet), Tomas Gerholm & Wilhelm Östberg | Ulla Wagner                   |
| 1986-1989 | Ulla Wagner & Ulf Hannerz                                                   | Gudrun Dahl, Elisabet Lind, Tomas Gerholm & Staffan Brunius (intendent på Etnografiska museet) | Ulla Wagner                   |
| 1990      | Nr 1-2: Ulla Wagner & Tomas Gerholm                                         | Stefan Molund, Elisabet Lind, Gudrun Dahl & Staffan Brunius | Ulla Wagner                   |
| 1991-1993 | Ulla Wagner & Tomas Gerholm                                                 | Staffan Brunius, Gudrun Dahl, Elisabet Lind, Stefan Molund, Ronald Stade & Håkan Wahlquist (intendent på Etnografiska museet) | Ulla Wagner                   |
| 1994      | Ulla Wagner & Stefan Molund                                                 | Ulf Björklund, Göran Johansson, Staffan Brunius, Elisabet Lind, Gudrun Dahl & Håkan Wahlquist | Ulla Wagner                   |
| 1995      | Nr 1-2: Ulla Wagner & Stefan Molund Nr 3-4: Ulla Wagner & Don Kulick        | Nr 1-2: Ulf Björklund, Staffan Brunius, Gudrun Dahl, Göran Johansson, Elisabet Lind, Stefan Molund, Ronald Stade & Håkan Wahlquist Nr 3-4: Ulf Björklund, Staffan Brunius, Gudrun Dahl, Göran Johansson, Elisabet Lind, Stefan Molund, Enrique Rodriguez, Ronald Stade, Håkan Wahlquist & Wilhelm Östberg   | Ulla Wagner                   |
| 1996-1997 | Don Kulick & Wilhelm Östberg                                                | Gunilla Bjerén, Ulf Björklund, Staffan Brunius, Gudrun Dahl, Elisabet Lind, Enrique Rodriguez, Ronald Stade & Håkan Wahlquist | Ulla Wagner                   |
| 1998-1999 | Don Kulick & Wilhelm Östberg                                                | Gudrun Dahl, Thomas H. Eriksen (Oslo Universitet), Sarah Franklin (Lancaster University), Fred Myers (New York University), Bambi Schieffelin (New York University), Moshe Shokeid (Tel Aviv University) & Christina Toren Brunel (University of West London)                                               | Ulla Wagner                   |
| 2000-2004 | Don Kulick & Wilhelm Östberg                                                | i.u. | i.u.                          |
| 2005-2009 | Nils Bubandt & Mark Graham                                                  | i.u. | i.u.                          |
| 2010-2012 | Nils Bubandt & Mark Graham                                                  | Kenneth M. George (University of Wisconsin), Kirsten Hastrup (University of Copenhagen), Don Kulick (University of Chicago), A.F. Robertson (University of California at Santa Barbara/University of Edinburgh), Joel L. Robbins (University of California, San Diego) & Patricia Spyer (Leiden University) | i.u.                          |
| 2013-2016 | Nils Bubandt & Mark Graham                                                  | Maria Louw (Aarhus Universitet), Kenneth M. George, Kirsten Hastrup, Don Kulick, A.F. Robertson, Joel L. Robbins, Patricia Spyer & Ulla Wagner | i.u.                          |
| 2017      | Nils Bubandt & Mark Graham                                                  | Lotte Meinert (Aarhus Universitet), Kenneth M. Georges, Kirsten Hastru), Don Kulic), A.F. Robertsnl), Joel L. Robbiio), Patricia Sp y) & Ulla Wagner | i.u.                          |
| 2018      | Nils Bubandt & Mark Graham                                                  | Lotte Meinert, Kenneth M. George, Kirsten Hastrup, Don Kulick, A.F. Robertson, Joel L. Robbins, Patricia Spyer & Ulla Wagner | i.u.                          |
| 2019      | Nils Bubandt & Mark Graham                                                  | Lotte Meinert, Noa Vaisman (Aarhus Universitet), Kenneth M. George, Kirsten Hastrup, Don Kulick, A.F. Robertson, Joel L. Robbins, Patricia Spyer n& Ulla Wagner | i.u.                          |
| 2020      | Nils Bubandt & Mark Graham                                                  | Noa Vaisman, Kenneth M. George, Kirsten Hastrup, Don Kulick, A.F. Robertson, Joel L. Robbins, Patricia Spyer & Ulla Wagner | i.u.                          |

(*) = Något osäker uppgift